# Herb Zane
Herbert L. Zukerberg, beter bekend als Herb Zane (6 juni 1926 – 1 oktober 2009), was een Amerikaans bandleider, die met zijn orkest op duizenden bar en bat mitswa's in New Jersey speelde en plaatopnames maakte. 

## Biografie
Zane begon zijn orkest in 1952. In dat orkest drumde hij, zong hij af en toe en was hij tevens Master of Ceremony. In de jaren vijftig en zestig was hij de huisband van de Steak Pit in Paramus, waar hij onder meer Connie Francis begeleidde. Hij nam voor verschillende platenlabels singles op, waaronder Persian Twist, en twee lp's.
Zane overleed in 2009.

## Discografie (selectie)

### LP's
| Jaar         | Titel                      | Platenlabel    | Opmerkingen |
| ------------ | -------------------------- | -------------- | ----------- |
| 1960         | Let's Go Latin Cha Cha Cha | Tico           |             |
| 1961 of 1962 | Big Daddy's Twist Party    | Regent Records |             |

- MusicBrainz: 0900340c-2435-478b-ad88-6ac3d2f2d0a8
- Nationale Bibliotheek van Israël: 987012659668005171